# Kourtney and Kim Take New York
Kourtney and Kim Take New York foi um reality show americano, produzido por Ryan Seacrest, que estreou no canal de TV E! dos Estados Unidos em 23 de janeiro de 2011 e no mesmo canal no Brasil em 5 de maio de 2011. O último episódio foi ao ar em 29 de janeiro de 2012.
O show é o segundo spin-off do show Keeping Up with the Kardashians.

## Sinopse
Kourtney and Kim Take New York mostra Kourtney Kardashian quando ela deixa Los Angeles mais uma vez, desta vez com sua irmã  Kim Kardashian, para abrir a terceira loja D-A-S-H na cidade de Nova York.